# 第145師団 (日本軍)
第145師団（だいひゃくよんじゅうごしだん）は、大日本帝国陸軍の師団の一つ。
太平洋戦争の末期、1945年（昭和20年）1月20日に帝国陸海軍作戦計画大綱が策定された結果、本土決戦に備えるべく急造が決定した54個師団の一つであり、そのうちの第一次兵備として2月28日に編成が命じられた16個の沿岸配備師団の一つである。

## 師団概要

### 歴代師団長
- 小原一明 中将：1945年（昭和20年）4月1日 - 終戦

### 参謀長
- 伊藤秀一 大佐：1945年（昭和20年）4月1日 - 終戦[1]

### 最終所属部隊
- 歩兵第417連隊（広島）：青山良政大佐：若松･八幡 駐屯
- 歩兵第418連隊（浜田）：黄葉収大佐
- 歩兵第419連隊（山口）：森本誠四郎大佐
- 歩兵第420連隊（広島）：小川逸中佐
- 第145師団噴進砲隊
- 第145師団速射砲隊
- 第145師団輜重隊
- 第145師団通信隊
- 第145師団兵器勤務隊
- 第145師団野戦病院